# 민속놀이춤
민속놀이춤(民俗演藝舞踊)은 가면극·농악·줄타기·사당놀이·땅재주·북청사자놀이·줄다리기 등 여러 민속놀이에 딸린 한국 전통춤이다. 가면무에는 사자춤(獅子舞)·노장춤·먹중춤·덧백이춤 등이 있고, 농악에는 소고춤·설장구·상모놀이·진법놀이·무동춤 등이 있으며, 사당놀이에는 한량무 등이 있다. 주로 남자들이 많이 추며, 씩씩하고 구성진 춤이 많다.

## 탈춤
탈춤 또는 가면무(假面舞)는 양주산대·봉산탈춤·오광대·인형극·덧배기 등 가면극에 딸린 춤이다. 양주산대·봉산탈춤·인형극은 도드리·굿거리·타령·당악 등의 장단이 쓰이고, 무용음악은 반염불·굿거리·허튼타령·당악 등이 쓰인다. 오광대는 굿거리 타령이 많이 쓰이고 덧배기는 굿거리·타령이 쓰인다.

## 사자춤
사자춤(獅子舞)은 서역에서 발생하여 일찍이 우리나라에 들어왔던 것으로, 궁중과 민간에서 추던 춤이다. 오늘날 사자춤은 북청사자놀이·봉산탈춤·수영들놀이 등에 남아 있다. 실물크기의 전신(全身) 사자가면을 만들고, 앞채비 한 사람이 머리와 앞발을, 뒷채비가 뒷발과 허리·꼬리를 조정한다. 북청사자놀이는 느린타령 장단이 쓰이고, 봉산탈춤 사자춤은 굿거리·타리·당악이 쓰이며, 수영 오광대 사자춤은 굿거리장단이 쓰인다.

## 한량무
한량무(閑良舞)는 민속무용의 하나로 남사당에서 추어졌다고 전한다. 이 춤은 한량·별감·승려·기생으로 분장한 무동들이 장정(壯丁) 사당의 어깨 위에서 연출하던 무용극인데, 내용은 탈춤의 노장춤과 비슷하다.

## 남무
남무(南舞)는 민속무용의 하나로 남자와 여자로 분장한 두 사람이 서로 포옹하고 교태를 부리는 것을 연출한다. 무용음악은 삼현영산회상이다.

## 강강수월래
강강수월래는 민속무용의 하나로 전라도 남해안 지방의 부녀자들이 달밤에 손에 손을 잡고 빙빙 돌며 <멍석말이> 등 진풀이와 같은 춤을 춘다. 무용음악은 따로 없고 강강수월래를 부르며 춤추는데, 그 장단은 중모리·굿거리·자진굿거리이다.